# Chattr

chattr — команда, изменяющая атрибуты файлов на файловых системах ext2fs, ext3, ext4 и частично на других файловых системах Linux.

## Синтаксис
- chattr [ -RV ] [ -v версия ] [ атрибуты ] файлы…

| -R        | Рекурсивно изменять атрибуты каталогов и их содержимого. Все найденные символические ссылки будут игнорироваться |
| -V        | Выводит более полную выводимую информацию и версию программы chattr                                              |
| -f        | Отключить вывод большинства ошибок                                                                               |
| -p проект | Установить номер проекта                                                                                         |
| -v версия | Установить номер версии/генерации файла                                                                          |

## Описание
chattr изменяет атрибуты файлов на файловой системе в ОС на ядре Linux.
Формат символьного режима: +-=[ASacDdIijsTtu].
Оператор «+» обозначает добавление указанных атрибутов к существующим; «-» обозначает их снятие; «=» обозначает установку только этих атрибутов файлам.
Символы «ASacDdijsu» указывают на новые атрибуты файлов:
| Атрибут | Что означает | Условия смены атрибута                                     |
| ------- | --- | ---------------------------------------------------------- |
| a       | append only. Файл может быть открыт только в режиме дозаписи | Только superuser или процесс с опцией CAP_LINUX_IMMUTABLE  |
| A       | no atime updates. Не обновлять поле atime (время последнего доступа) файла. Уменьшает количество операций записи на устройство                                                                         |                                                            |
| c       | compressed. Файл записан на диск с использованием сжатия |                                                            |
| C       | no copy-on-write. Отключение режима Copy-on-write для указанного файла. Поддерживается только в файловых системах с CoW (Btrfs и др.)                                                                  |                                                            |
| d       | no dump. Отключает создание архивной копии файла программой dump |                                                            |
| D       | synchronous directory updates. Включает синхронную запись изменений в данном каталоге. Это эквивалентно опции dirsync при монтировании файловой системы                                                |                                                            |
| e       | extent format. Включает использование extent при выделении места на устройстве | Атрибут не может быть отключен с помощью chattr            |
| E       | Атрибут экспериментальных методов сжатия | Атрибут не может быть установлен или снят с помощью chattr |
| h       | Атрибут указывает, что файл хранит свои блоки в единицах размера блока файловой системы, а не в единицах секторов, и означает, что его размер больше 2 ТБ (или когда-то был).                          | Атрибут не может быть установлен или снят с помощью chattr |
| i       | immutable. Указывает, что файл защищен от изменений: не может быть удален или переименован, никакая ссылка (жесткая) не может быть создана на этот файл, никакие данные не могут быть записаны в файл. | Только superuser или процесс с опцией CAP_LINUX_IMMUTABLE  |
| I       | Указывает что указанный каталог проиндексирован с помощью хеш-дерева | Атрибут не может быть установлен или снят с помощью chattr |
| j       | data journalling. Все данные файла перед записью будут полностью записаны в журнал ext3/ext4, несмотря на опции монтирования «data=ordered» или «data=writeback». В режиме «data=journal» бессмыслен   | Только superuser или процесс с опцией CAP_SYS_RESOURCE     |
| N       | Файл с установленным атрибутом «N» указывает на то, что в файле есть данные, хранящиеся внутри самого inode.                                                                                           | Атрибут не может быть установлен или снят с помощью chattr |
| P       | project hierarchy. Указывает, что каталог с вложенными файлами является иерархической структурой проекта.                                                                                              |                                                            |
| s       | secure deletion. Атрибут защищенного удаления файла, перед удалением все содержимое файла полностью затирается «00»                                                                                    |                                                            |
| S       | synchronous updates. Атрибут синхронной записи для данного файла, аналогичен опции монтирования «sync» файловой системы                                                                                |                                                            |
| t       | no tail-merging. Отключает метод tail-merging для файла. |                                                            |
| T       | top of directory hierarchy. Указывает что каталог является головой иерархии каталогов. |                                                            |
| u       | undeletable. Указывает системе, что при удалении файла его содержимое должно быть сохранено с возможностью дальнейшего восстановления                                                                  |                                                            |
| X       | Атрибут экспериментальных методов сжатия | Атрибут не может быть установлен или снят с помощью chattr |
| Z       | Атрибут экспериментальных методов сжатия | Атрибут не может быть установлен или снят с помощью chattr |

chattr является частью пакета e2fsprogs, получить его можно с адреса e2fsprogs.sourceforge.net.